# Lengyel labdarúgó-játékvezetők listája
Az alábbi lista a nevezetes lengyel labdarúgó-játékvezetők nevét tartalmazza.
| Ábécé szerinti tartalomjegyzék                      |
| --------------------------------------------------- |
| A B C D E F G H I J K L M N O P Q R S T U V W X Y Z |

## A
- Grzegorz Aleksandrowicz (1914–1985) nemzetközi játékvezető

## B
- Ryszard Banasiuk (1928–2010) nemzetközi játékvezető
- Marcin Borski (1973–) nemzetközi játékvezető

## C
- Krzysztof Czemarmazowicz (1947–) nemzetközi játékvezető

## D
- Tadeusz Diakonowicz (1945–2019) nemzetközi játékvezető

## E
- Stanisław Eksztajn (1925–1995) nemzetközi játékvezető

## F
- Bartosz Frankowski (1986–) nemzetközi játékvezető
- Franciszek Fronczyk (1912–1986) nemzetközi játékvezető

## G
- Grzegorz Gilewski (1973–) nemzetközi játékvezető
- Aleksandr Goraszniak (1916–1976) nemzetközi játékvezető
- Jacek Granat (1966–) nemzetközi játékvezető

## H
- Franciszek Hołyst (1913–1993) nemzetközi játékvezető

## J
- Alojzy Jarguz (1934–2019) nemzetközi játékvezető

## K
- Jerzy Kacprzak (1933–?) nemzetközi játékvezető
- Jozef Kowal (1913–1991) nemzetközi játékvezető
- Marian Kustoń (1931–2021) nemzetközi játékvezető

## L
- Andrzej Libich (1942–) nemzetközi játékvezető
- Michał Listkiewicz (1953–) nemzetközi játékvezető, sportvezető, újságíró

## M
- Szymon Marciniak (1981–) nemzetközi játékvezető
- Tomasz Mikulski (1968–) nemzetközi játékvezető
- Julian Mytnik (1911–1976) nemzetközi játékvezető

## O
- Adam Obrubanski (1892–1940) labdarúgó, szövetségi kapitány, újságíró, nemzetközi játékvezető, katonatiszt

## P
- Brunon Piotrowicz (1930–2022) nemzetközi játékvezető
- Grzegorz Prącik (1923–2013) nemzetközi játékvezető
- Zbigniew Przesmycki (1951–) nemzetközi játékvezető

## R
- Paweł Raczkowski (1983–) nemzetközi játékvezető
- Karolina Radzik-Johan (1980–) nemzetközi játékvezető

## S
- Marian Środecki (1935–2007) nemzetközi játékvezető
- Dobrosław Stec (1930–2021) nemzetközi játékvezető
- Daniel Stefański (1977–) nemzetközi játékvezető
- Włodzimierz Storoniak (1916–1996) nemzetközi játékvezető
- Aleksander Suchanek (1936–2007) nemzetközi játékvezető
- Jerzy Świstek (1931–1994) nemzetközi játékvezető
- Maximilian Sznajder (1902–1953) nemzetközi játékvezető

## W
- Piotr Werner (1949–2022) nemzetközi játékvezető
- Ryszard Wójcik (1956–) nemzetközi játékvezető

## Z
- Zygmunt Ziober (1956–2025) nemzetközi játékvezető